# Holly Huddleston
Holly Rachael Huddleston (* 11. Oktober 1987 in Springs, Südafrika) ist eine neuseeländische Cricketspielerin, die zwischen 2014 und 2020 für die neuseeländische Nationalmannschaft spielte.

## Kindheit und Ausbildung
Huddleston wuchs in Papakura auf und spielte zunächst als Wicket-Keeperin.

## Aktive Karriere
Huddleston spielte zunächst seit der Saison 2005/06 für die Northern Districts, bevor sie zu Auckland wechselte. Ihr Debüt in der Nationalmannschaft gab sie im Februar 2014 gegen die West Indies. In ihrem zweiten WODI gelangen ihr 5 Wickets für 36 Runs und sie konnte damit die Serie entscheiden. Auch absolvierte sie hier ihr erstes WTwenty20. Sie war dann Teil des neuseeländischen Kaders beim ICC Women’s World Twenty20 2014, wobei sie gegen Australien zwei Wickets (2/23) erreichte. Daraufhin erhielt sie zunächst nur wenige Einsätze. Jedoch gelang es ihr, sich im nationalen neuseeländischen Cricket fest zu etablieren, und so wurde sie im Oktober 2016 für die WODI-Serie in Südafrika berufen. Dort gelangen ihr im dritten Spiel der Serie abermals fünf Wickets (5/25). Darauf folgte eine Tour gegen Pakistan, in der ihr vier Wickets (4/20) gelangen, wofür sie als Spielerin des Spiels ausgezeichnet wurde. Im Februar 2017 erzielte sie dann zwei Mal drei Wickets (3/46 und 3/44) gegen Australien. Sie erhielt damit die Berufung für den Kader beim Women’s Cricket World Cup 2017, wo ihr im ersten Spiel gegen Sri Lanka 5 Wickets für 35 Runs gelangen und sie als Spielerin des Spiels ausgezeichnet wurde. Doch verpasste das Team das Halbfinale. Sie verblieb in der Folge im Kader, konnte jedoch nicht mehr herausragen. Sie wurde für den ICC Women’s T20 World Cup 2020 nominiert, erhielt dort jedoch keinen Einsatz. Ihren letzten Einsatz in der Nationalmannschaft bestritt sie im Oktober 2020 in Australien. Sie spielte daraufhin weiter für Auckland und trat nach der Saison 2022/23 von allen Formen des Crickets zurück.